# Zaynara
Zaynara Damasceno Cruz (Cametá, 8 de agosto de 2001) é uma cantora e compositora brasileira nascida no estado do Pará.

## Biografia e carreira

### 2001–presente: Inicio eÉ Beat Melody
Zaynara Damasceno Cruz nasceu em 8 de agosto de 2001 em Cametá. É filha mais velha do baterista Zenildo Assunção Cruz e da pedagoga e teatróloga Cristiane Damasceno Cruz.
O primeiro contato com a música foi aos 8 anos na Banda Invencíveis, grupo da família que tinha seu pai como baterista. Aos 14, participou pela primeira vez do DVD da banda. Aos 16 anos, lançou o primeiro álbum, Simplesmente Diferente, uma compilação de regravações em ritmo de brega.
Em 2021, lançou o primeiro single "Traz o Nosso Amor de Volta" e em 2022 o primeiro álbum da carreira, É Beat Melody. No início de julho de 2024, assinou contrato com a Sony Music Brasil. Em 2024, lançou os singles "Sou do Norte", "Quem Manda em Mim" em parceria com o cantor e drag queen Pabllo Vittar e "Aquele Alguém" com a cantora Joelma. Em dezembro de 2024, ganhou o prêmio de Revelação do Ano no Prêmio Multishow de Música Brasileira.
Em 21 de março de 2025, lançou o primeiro single do seu segundo álbum, ainda sem data de estreia, intitulado "Perfume da Bôta". Em 23 de julho, foi divulgado que a cantora gravou um videoclipe em Recife, o trabalho contou com a participação da cantora pernambucana Raphaela Santos.

## Discografia
Álbuns de estúdio
| Título        | Detalhes                                                                               |
| ------------- | -------------------------------------------------------------------------------------- |
| É Beat Melody | - Lançamento: 22 de dezembro de 2022 - Formatos: CD, streaming - Gravadora: Sony Music |

Singles
| Título                                            | Ano  | Álbum                     |
| ------------------------------------------------- | ---- | ------------------------- |
| "Traz o Nosso Amor de Volta"                      | 2021 | É Beat Melody             |
| "Tô em Outra (Will Love RMX)" (com AQNO)          | 2024 | Adicionado à nenhum álbum |
| "Eu Quero Mais" (com Felipe Cordeiro)             | 2024 | Adicionado à nenhum álbum |
| "Sou do Norte"                                    | 2024 | Adicionado à nenhum álbum |
| "Quem Manda em Mim" (solo e/ou com Pabllo Vittar) | 2024 | É Beat Melody             |
| "Aquele Alguém" (com Joelma)                      | 2024 | Adicionado à nenhum álbum |
| "Mulher da Amazônia" (com Gaby Amarantos)         | 2025 | Adicionado à nenhum álbum |
| "Perfume da Bôta"                                 | 2025 | ASA                       |

## Prêmios e indicações
| Prêmio                                | Ano  | Categoria                  | Indicação                                 | Resultado | Ref.   |
| ------------------------------------- | ---- | -------------------------- | ----------------------------------------- | --------- | ------ |
| Break Tudo Awards                     | 2024 | Artista Revelação Nacional | Zaynara                                   | Venceu    | [ 14 ] |
| Prêmio Claro Música                   | 2024 | Melhor Música Regional     | "Quem Manda em Mim" (part. Pabllo Vittar) | Indicada  | [ 15 ] |
| Prêmio Jovem Brasileiro               | 2024 | Aposta PJB                 | Zaynara                                   | Indicada  | [ 16 ] |
| Prêmio Jovem Brasileiro               | 2025 | Melhor Cantora             | Zaynara                                   | Pendente  | [ 17 ] |
| Prêmio Multishow de Música Brasileira | 2024 | Brega do Ano               | "Quem Manda em Mim" (part. Pabllo Vittar) | Indicada  | [ 18 ] |
| Prêmio Multishow de Música Brasileira | 2024 | Revelação do Ano           | Zaynara                                   | Venceu    | [ 19 ] |
| Troféu Imprensa                       | 2025 | Revelação                  | Zaynara                                   | Indicada  | [ 20 ] |
| WME Awards                            | 2025 | Revelação                  | Zaynara                                   | Venceu    | [ 21 ] |

### Condecorações e honrarias
- Comenda Franscisco Caldeira Castelo Branco[22]